# Копняєв Павло Петрович
Копня́єв Павло Петрович (15 (27) лютого 1867, Уральськ — †3 червня 1932, Харків) — український радянський електротехнік, професор (з 1904).
Після закінчення Петербурзького технологічного інституту (1896) і політехнікуму в Дармштадті (Німеччина) (1898) викладав в Харківському технологічному інституті. Тут за його ініціативою в 1921 був створений електротехнічний факультет. У 1925—27 організував при Українській палаті мір і ваг лабораторію електровимірювання для перевірки приладів постійного і змінного струму. К. досліджував залежність між збудженням і навантаженням електричних машин, запропонував і теоретично обґрунтував деякі конструктивні поліпшення в електричних машинах, виконав розрахунок трамвайної тяги.

## Праці
- Електричні машини постійного струму/Электрические машины постоянного тока, Харків, 1926;
- Основи електротехніки, ч. 1, Харків, 1931.